# Chlorolychnis
Chlorolychnis là một chi bướm đêm thuộc họ Gelechiidae.